# Anianiau
De anianiau (Magumma parva; synoniem: Hemignathus parvus) is een zangvogel uit de familie Fringillidae (vinkachtigen).

## Verspreiding en leefgebied
Deze soort is endemisch op Kauai, een eiland van Hawaï.